# Novoodeský rajón
Novoodeský rajón (ukrajinsky Новоодеський район) byl rajón v Mykolajivské oblasti na Ukrajině. Hlavním městem byla Nova Odesa a rajón měl přibližně 33 tisíc obyvatel. 

## Sídla v rajónu
- Nova Odesa